# 雅克玛太阳王
雅克玛太阳王是美国大陆篮球协会的传统球队，球队位于华盛顿州的雅基马市。覆盖了华盛顿州中部地区的体育市场，球队的主场是雅基马太阳穹顶球馆。
球队起源于密苏里州的堪萨斯城和堪萨斯的托贝卡，球队1990年迁徙到了大西洋沿岸西北部地区，改名为雅基马太阳王，太阳王拥有漂亮的历史战绩，但是球队近年来表现不太稳定前后起伏较大，球队4次夺得CBA总冠军头衔，包括最近的一赛季，但是在糟糕的2002/03赛季中秋对的战绩只有10胜38负，在对垒当届冠军达科他巫师的比赛中9战皆墨。
2005年6月，球队被华盛顿州的印第安人组织雅克玛(Yakama)所购买，球队名字改为现在的雅克玛太阳王由此表达对美国印第安人的敬意。
2005年度被洛杉矶湖人第二轮选中的法国球员罗尼·图里亚夫曾于2005/06赛季在太阳王队打过九场比赛,因为登陆NBA不到六个月后由于图里亚夫要进行心脏手术而被湖人队弃用。他在太阳王队中平均得到每场13分得成绩，在2006年1月又被湖人队重签回。 
2006年4月27日在CBA总决赛中111-101击败了Gary Steelheads，最终赢得总决赛5局3胜制比赛的胜利，夺得最近一次的冠军头衔。